# Primal Fear (groupe)
Pour les articles homonymes, voir Primal Fear.
Primal Fear est un groupe de power metal allemand, originaire d'Esslingen, Bade-Wurtemberg. Il est formé en 1997 par Ralf Scheepers (chant, ex-Tyran'Pace et ex-Gamma Ray), Mat Sinner (basse et chant, SINNER), Stefan Leibing et Tom Naumann (guitare).
Beaucoup[Qui ?] considèrent le premier album, éponyme, de Primal Fear comme l'album que Judas Priest aurait dû sortir à la place de Jugulator[réf. nécessaire]. Les cinq premiers albums sont inspirés de Judas Priest[réf. nécessaire], mais le groupe évolue dès Seven Seals, plus mélodique, et développe une musique plus personnelle. Cette évolution est encore plus marquée avec New Religion qui laisse encore plus de place à la mélodie, qui se fait une place parmi les guitares saturées toujours largement présentes.

## Biographie

### Débuts (1997–2000)
Primal Fear se forme en octobre 1997 à Esslingen, Bade-Wurtemberg. Leur style est un son lourd de power metal, avec le chant Halford-esque de Ralf Scheepers qui rappelle l'ère Painkiller, album de Judas Priest. Scheepers forme le groupe après avoir été refusé pour remplacer Rob Halford dans la formation de Judas Priest, une place qui est revenue à Tim « Ripper » Owens.
Rapidement, le groupe sort son premier album éponyme qui se classe en quarante huitième position dans les charts allemands. Le deuxième opus du groupe, Jaws of Death est publié le 29 juin 1999, et entre à la 49e place. Il s'ensuit une tournée à grand succès, le groupe joue à guichets fermés en Amérique du Sud, Espagne, Italie et Japon. La notoriété du groupe est surtout due aux deux membres fondateurs, le chanteur Ralf Scheepers (ex-Gamma Ray) et le bassiste Mat Sinner (Sinner). Stefan Leibing, Tom Naumann (guitare) et le batteur Klaus Sperling complètent la formation d'origine. Tom quitte le groupe après la tournée et est remplacé par Henny Wolter (ex-Thunderhead), qui jouait dans le groupe Sinner car à la fois grand ami du groupe et compositeur accompli.

### DeNuclear FireàSeven Seals(2001–2006)

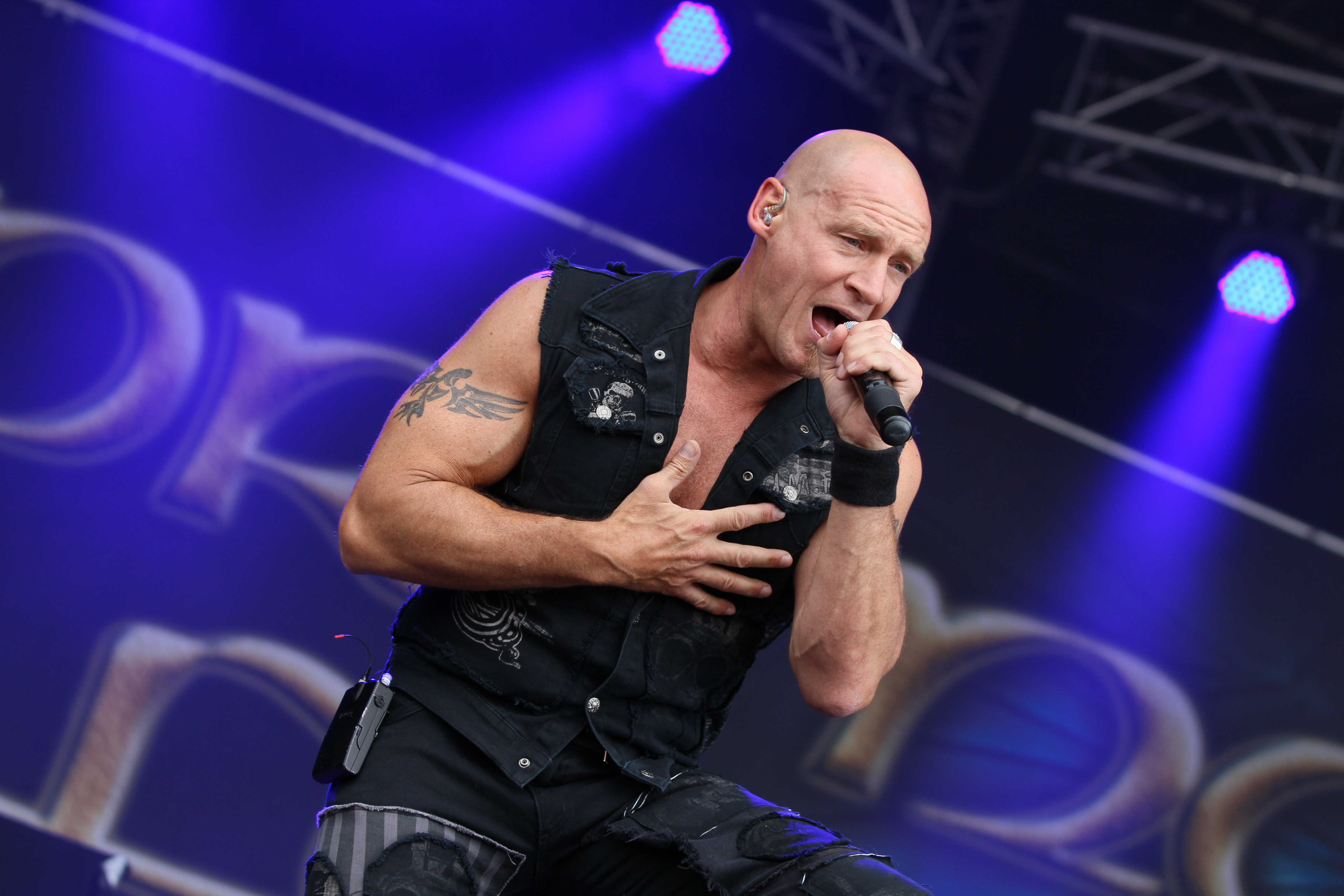
Sänger Ralf Scheepers au Rockharz Open Air 2014.

Le groupe débute la composition de Nuclear Fire, et publie l'album en 2001. Il est bien accueilli par l'ensemble de la presse spécialisée. Il s'accompagne d'un vidéoclip de la chanson Angel is Black. Une tournée européenne vient confirmer le succès du groupe avec des spectacles dans 10 pays, ce qui permet à Primal Fear de mettre les pieds sur le continent américain. Des séquences de leur spectacle au Wacken Open Air seront filmées pour la sortie de leur premier DVD en 2002. La même année sort leur troisième album, Black Sun, suivi l'année suivante du départ du batteur.
Le groupe visite à nouveau le Brésil et termine sa tournée au Via Funchal de São Paulo. En avril et mai 2003, Primal Fear participe à la tournée Metal Gods Tour en collaboration avec notamment Rob Halford et Testament, puis tourne aux États-Unis et au Canada. Pour la première fois, le groupe joue aux côtés du batteur canadien Randy Black (ex-Annihilator), en remplacement de Klaus Sperling. Après d'autres apparitions dans les plus grands festivals en Europe, comme au Rock Otocec en Slovénie, au Wacken Open Air en 2003, et au Summer Breeze, les relations entre Randy Black et le groupe se solidifient. Dans le même temps, le DVD The History of Fear est publié le 30 septembre 2003.
En février 2004 sort Devil’s Ground. La chanson-titre de l'album raconte l'histoire de l'image sur la couverture. L'album fait ses débuts à la 67e place des classements allemands, et dans les classements de quatre autres pays. En avril 2004, le groupe commence une autre tournée mondiale, d'abord par l'Europe, puis les États-Unis et l'Amérique du Sud. En raison du succès de l'album, une autre vidéo est tournée pour la ballade The Healer.  Après leur apparition à Vancouver et Stuttgart, le groupe enregistre un nouvel album, qui porte le titre de Seven Seals, et qui sera publié à l'automne 2005. L'album est aussi bien accueilli par la presse spécialisée. Les chansons Seven Seals et Evil Spell possèdent leurs propres clips. Le groupe tourne ensuite avec Helloween pendant trois mois en Europe et au Japon. En juin 2006, Primal Fear signe un nouveau contrat à long terme avec Frontiers Records,. Nuclear Blast publie leur best-of Metal Forever, le 29 septembre 2006.

### New Religion(2007–2008)

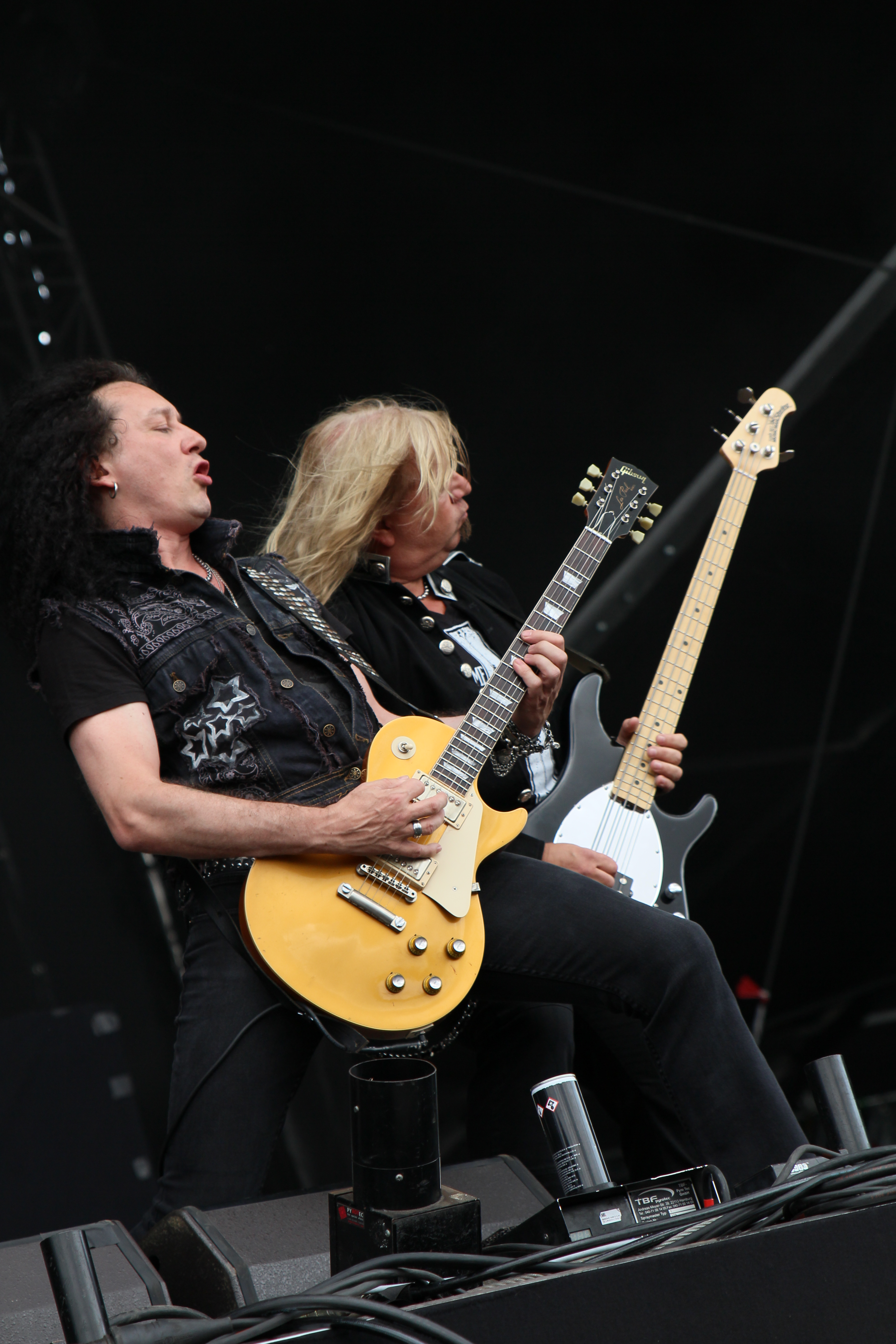
Alex Beyrodt et Mat Sinner au dem Rockharz Open Air 2014.

En début février 2007, pendant l'enregistrement de leur nouvel album New Religion, le groupe décide, après de longues concertations, de ramener le guitariste Henny Wolter au sein de Primal Fear. Celui-ci remplacera Tom Naumann. New Religion est enregistré aux côtés des producteurs Mat Sinner et Charlie Bauerfeind, et mixé aux Galaxy Studios en Belgique par Ronald Prent. Les vidéos des chansons Fighting the Darkness et Sign of Fear sont également tournées. Le premier single de l'album New Religion, intitulé Everytime it Rains, est un duo avec la chanteuse Simone Simons du groupe Epica. New Religion est publié le 21 septembre 2007 à l'international, et atteint la 60e place des classements allemands, et la 37e place des classements japonais. Primal Fear lance une nouvelle tournée à Atlanta, en Géorgie, aux États-Unis, en tête d'affiche du festival ProgPower VIII.
Ils effectuent ensuite une tournée avec U.D.O. en tête d'affiche à travers 15 pays européens, puis au Japon. New Religion est publié par Locomotive/Ryko aux États-Unis en janvier 2008. En début mars 2008, le guitariste Stefan Leibing quitte le groupe. Pour le remplacer, le groupe fait appel au guitariste suédois Magnus Karlsson. Avec Karlsson, le groupe organise la tournée Ten-Years-of-Metal, célébrant la 10e année d'existence du groupe. Après 13 festivals en plein air en été 2008, Primal Fear joue pour la première fois deux concerts en Russie, en septembre 2008.

### 16.6(2009–2011)
Primal Fear se lance dans l'enregistrement de son nouvel album, 16.6, plus précisément à la pré-production au Stunt Guitar Music Studio Karlsson en Suède. Avec 14 nouvelles compositions, le groupe travaille en fin novembre 2008. L'album est mixé par Achim Koehler, et l'album est terminé à la mi-janvier 2009. L'album est masterisé par Ted Jensen au Sterling Sound à New York. 16.6 (Before the Devil Knows You’re Dead) est publié le 22 mai 2009 en Europe. L'album atteint la 46e place des classements allemands, la 28e au Japon, et la 52e en Suède. Le groupe part ensuite en tournée en Amérique du Sud (Mexique, Colombie, Argentine et Brésil), puis en tête d'affiche aux États-Unis et au Canada.

### Nouveaux albums (depuis 2012)
Entre des spectacles notamment au Wacken Open Air, le groupe travaille en studio sur leur neuvième album studio Unbreakable. Produit par Mat Sinner et mixé par Achim Koehler, l'album est enregistré aux House-of-Music-Studios. Le 5 décembre 2011, le premier single du nouvel album Bad Guys Wear Black obtient son propre clip vidéo. L'album Unbreakable est publié le 27 janvier 2012, et se classe 31e en Allemagne, 48e en Suède, 50e en Finlande, 27e au Japon et 51e en Suisse.
En décembre 2013 sort le single When Death Comes Knocking accompagné de son clip. Le 24 janvier 2014, le label Frontiers Records sort leur album Delivering the Black. Il est produit par Mat Sinner et de Jacob Hansen (Volbeat) et mixé aux Hansen Studios au Danemark. Le CD contient douze nouvelles chansons. Le groupe part ensuite immédiatement sur quatre semaines de tournée européenne sous le slogan Eagles and Lions.

## Style musical
Le style principal de Primal Fear est le power metal, mélangeant quelques éléments de thrash metal, et de heavy metal traditionnel. Les principaux thèmes dans les œuvres de Primal Fear ont trait à la science-fiction (ce qui est habituel pour les groupes de power metal allemand).[réf. nécessaire]

## Membres

### Membres actuels
- Ralf Scheepers - chant
- Alex Beyrodt - guitare
- Tom Naumann - guitare
- Mat Sinner - basse, chant
- Francesco Jovino - batterie

### Anciens membres
- Henny Wolter - guitare
- Klaus Sperling - batterie
- Stefan Leibing - guitare
- Randy Black - batterie[15]

## Discographie

### Albums studio
- 1998 : Primal Fear
- 1999 : Jaws of Death
- 2001 : Nuclear Fire
- 2002 : Black Sun
- 2004 : Devil's Ground
- 2005 : Seven Seals
- 2007 : New Religion
- 2008 : 16.6 (Before the Devil Knows You're Dead)
- 2012 : Unbreakable
- 2014 : Delivering the Black
- 2016 : Rulebreaker
- 2018 : Apocalypse
- 2020 : Metal Commando
- 2023 : Code Red
- 2025 : Domination

### Albums live
- 2017 : Angels of Mercy - Live in Germany

### Compilation
- 2006 : Metal Is Forever - The Very Best of Primal Fear